# Opgeblazen knoopzwam
De opgeblazen knoopzwam (Ascocoryne inflata) is een schimmel behorend tot de familie Helotiaceae. Hij leeft saprotroof op dood hout.

## Verspreiding
De opgeblazen knoopzwam komt voor in Europa. In Nederland komt hij matig zeldzaam voor. Hij staat niet op de rode lijst en is niet bedreigd.